# Vrchlabí (nádraží)
Vrchlabí je železniční stanice v jihovýchodní části stejnojmenného města v okrese Trutnov v Královéhradeckém kraji poblíž Vápenického potoka a řeky Labe. Leží na neelektrizované jednokolejné trati Kunčice nad Labem – Vrchlabí. Nedaleko od stanice v severním směru se nachází též městské autobusové nádraží.

## Historie
Stanice byla otevřena 1. října 1871 jakožto koncová stanice společností Rakouská severozápadní dráha (ÖNWB), která sem zavedla svou čtyřkilometrovou odbočnou trať z Kunčic nad Labem. Úsek byl zprovozněn spolu s tratí vedoucí z Ostroměře přes Starou Paku, Kunčice, Martinice v Krkonoších a Trutnov, tato trasa byla výsledkem snahy o propojení železniční sítě ÖNWB severovýchodním směrem k hranicím s Pruskem. Autorem univerzalizované podoby stanic pro celou dráhu byl architekt Carl Schlimp. Později byl k budově přistavěn přístřešek u prvního nástupiště.
Po zestátnění ÖNWB v roce 1908 pak obsluhovala stanici jedna společnost, Císařsko-královské státní dráhy (kkStB), po roce 1918 pak správu přebraly Československé státní dráhy.

## Popis
Nachází se zde jedno oboustranné nástupiště, k příchodu na nástupiště slouží přechod přes kolej. Z nádraží odbočuje vlečka do přilehlé vápenky.